# شمارنده کارت (فیلم)
شمارنده کارت (به انگلیسی: The Card Counter) یک فیلم جنایی آمریکایی ۲۰۲۲ به نویسندگی و کارگردانی پل شریدر با بازی اسکار آیزاک، تای شرایدن، تیفانی هدیش و ویلم دفو است. این فیلم در هفتاد و ششمین دوره جشنواره بین‌المللی فیلم ونیز نمایش داده شد و در ۱۰ سپتامبر ۲۰۲۲ توسط فوکس فیچرز در ایالات متحده منتشر شد و بازخوردهای مطلوبی دریافت کرد.

## داستان
یک قمارباز و سرباز سابق با نام ویلیام تِل قصد دارد مرد جوانی را اصلاح کند که به دنبال انتقام از یک دشمن متقابل از گذشته آنها است. تل فقط می‌خواهد ورق بازی کند. وجود اسپارتی او در مسیر کازینو زمانی از بین می‌رود که سیرک، یک مرد جوان آسیب‌پذیر و عصبانی که دنبال کمک برای اجرای نقشهٔ خود برای انتقام از یک سرهنگ نظامی است، به او نزدیک می‌شود. تل از طریق رابطه‌اش با سیرک شانسی برای رستگاری می‌بیند.

## بازیگران
- اسکار آیزاک در نقش ویلیام تل
- تای شرایدن در نقش سیرک
- تیفانی هدیش در نقش لا لیندا
- ویلم دفو در نقش سرگرد جان گوردو

## تولید

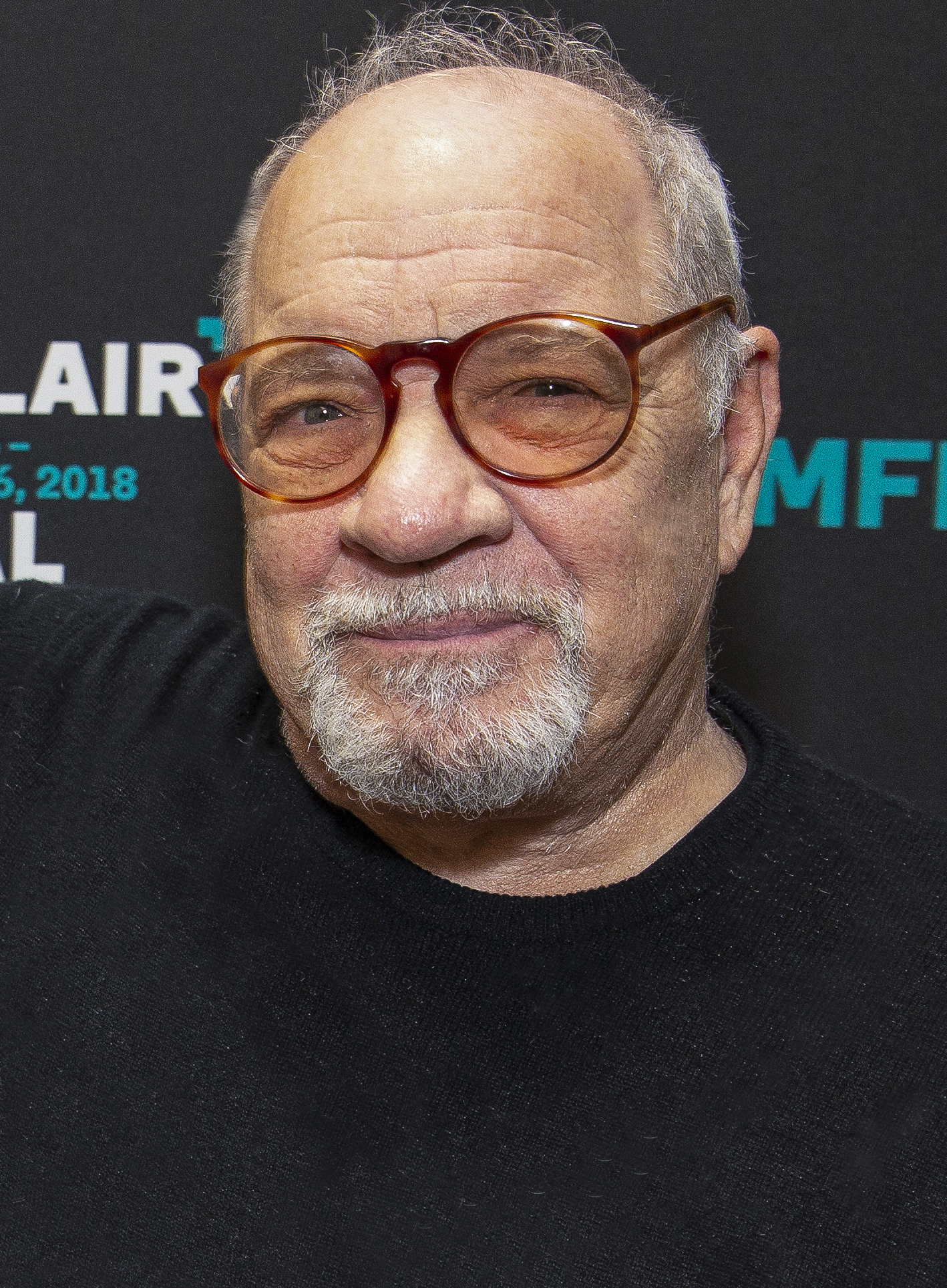
عکس از "فرانک شرام / فیلم مونتکلر"

در اکتبر سال ۲۰۱۹ اعلام شد که اسکار آیزاک برای بازی در این فیلم، نویسندگی و کارگردانی پل شریدر انتخاب شده‌است. در ژانویه سال ۲۰۲۰، شریدر اعلام کرد که تی شریدان، تیفانی هدیش و ویلم دافو به جمع بازیگران اضافه شده‌اند.
فیلمبرداری در بیلاکسی، میسیسیپی در ۲۴ فوریه سال ۲۰۲۰ آغاز شد. در ۱۶ مارس ۲۰۲۰، تولید این فیلم پس از آنکه بازیگر با نقشی کوچک که از لس آنجلس به آنجا پرواز کرده بود از نظر آزمایش بیماری کروناویروس ۲۰۱۹ در طی دنیاگیری کووید-۱۹ مثبت اعلام شد کار متوقف شد. تولید این فیلم در ۶ ژوئیه سال ۲۰۲۰ از سر گرفته شد و در ۱۲ ژوئیه سال ۲۰۲۰ به پایان رسید.